# 中華救助総会
中華救助総会（ちゅうかきゅうじょそうかい）は中華民国内政部が所管する国際難民救助組織。1950年に中国大陸災胞救済総会として成立し、1991年に中国災胞救助総会、2000年に現在の名称に改称された。略称は救総。
設立当初は中国大陸より台湾や香港、マカオに逃れた中国人を民間団体の身分で援助を行っていた。現在は国内外の災害救助を中心に下記の活動を行っている。
1. 国内の重大災害への救助活動
2. 大陸からの配偶者支援活動
3. 社会的弱者への支援活動
4. タイ北部の華僑救援活動
5. 国際人道支援